# Solo II
Albums de Baptiste Trotignon
Solo
(2003) Share
(2009)
Solo II est le deuxième album solo du pianiste de jazz français Baptiste Trotignon, sorti en 2005 sur le label Naïve. Il est accompagné d'un Dvd Live aux Jacobins puis, lors de sa réédition en 2008 d'un disque Live at Salle Pleyel.

## Liste des pistes
| No | Titre             | Musique                 | Durée |
| -- | ----------------- | ----------------------- | ----- |
| 1. | Como tu me voi    | Nino Rota/A. Amurri     | 2:19  |
| 2. | Ostea             | Baptiste Trotignon      | 3:56  |
| 3. | Music for a while | Baptiste Trotignon      | 10:15 |
| 4. | Home              | Baptiste Trotignon      | 4:19  |
| 5. | 3 fo 2            | Baptiste Trotignon      | 5:03  |
| 6. | MMM               | Baptiste Trotignon      | 4:23  |
| 7. | Love me tender    | Elvis Presley/V. Matson | 3:21  |
| 8. | Rouge             | Baptiste Trotignon      | 8:51  |
| 9. | Julia             | Lennon/McCartney        | 3:34  |

### DVDLive aux Jacobins
Lors de sa sortie en 2005, le disque est accompagné d'un Dvd Live aux Jacobins filmé en 2003.
| No  | Titre                          | Musique                     | Durée |
| --- | ------------------------------ | --------------------------- | ----- |
| 1.  | Youpala                        | Baptiste Trotignon          |       |
| 2.  | At night                       | Baptiste Trotignon          |       |
| 3.  | Moods                          | Baptiste Trotignon          |       |
| 4.  | My lane                        | Baptiste Trotignon          |       |
| 5.  | Langsam                        | Baptiste Trotignon          |       |
| 6.  | Rash                           | Baptiste Trotignon          |       |
| 7.  | Intro                          | Baptiste Trotignon          |       |
| 8.  | The dream is gone              | Baptiste Trotignon          |       |
| 9.  | Seven                          | Baptiste Trotignon          |       |
| 10. | Que reste-t-il de nos amours ? | Léo Chauliac/Charles Trenet |       |
| 11. | Swing 48                       | Django Reinhardt            |       |
| 12. | Manoir de mes rêves            | Django Reinhardt            |       |
| 13. | La pêche à la mouche           | Django Reinhardt            |       |
| 14. | Dust                           | Baptiste Trotignon          |       |

### DisqueLive at Salle Pleyel
Lors de sa réédition en 2007, le disque est accompagné d'un disque Live at Salle Pleyel enregistré en 2008.
| No  | Titre             | Musique            | Durée |
| --- | ----------------- | ------------------ | ----- |
| 1.  | Fountain          | Tom Harrell        | 4:57  |
| 2.  | Home              | Baptiste Trotignon | 5:00  |
| 3.  | Music for a while | Baptiste Trotignon | 11:29 |
| 4.  | Julia             | Lennon/McCartney   | 3:53  |
| 5.  | Peace             | Baptiste Trotignon | 3:08  |
| 6.  | Hymn              | Baptiste Trotignon | 4:19  |
| 7.  | Ostea             | Baptiste Trotignon | 4:28  |
| 8.  | Mon Ange          | Baptiste Trotignon | 3:48  |
| 9.  | Africa            | Baptiste Trotignon | 5:54  |
| 10. | Fly               | Baptiste Trotignon | 5:26  |
| 11. | Lotus blossom     | Billy Strayhorn    | 2:44  |